# Campeonato Sul-Americano de Atletismo Sub-23 de 2024
A 11ª edição do Campeonato Sul-Americano de Atletismo Sub-23 de 2024 foi organizado pela CONSUDATLE, para atletas com até 23 anos classificados como Sub-23. As provas foram realizadas no Estádio de Atletismo La Flora, em Bucaramanga, na Colômbia, nos dias 27 a 29 de setembro de 2024. Foram disputadas 45 provas com a presença de 252 atletas de 12 nacionalidades, com destaque para o Brasil que obteve 50 medalhas no total, sendo 19 de ouro.

## Resultados
Esses foram os resultados do campeonato.

### Masculino
| Evento                      | Ouro                                                                   | Ouro       | Prata                                                                        | Prata      | Bronze                                                                          | Bronze           |
| --------------------------- | ---------------------------------------------------------------------- | ---------- | ---------------------------------------------------------------------------- | ---------- | ------------------------------------------------------------------------------- | ---------------- |
| 100 metros                  | Carlos Flórez (COL)                                                    | 10.19      | Tomás Villegas (ARG)                                                         | 10.41      | Hygor Soares (BRA)                                                              | 10.44            |
| 200 metros                  | Carlos Flórez (COL)                                                    | 21.08      | Tomás Villegas (ARG)                                                         | 21.19      | Katriel Angulo (ECU)                                                            | 21.42            |
| 400 metros                  | Daniel Balanta (COL)                                                   | 46.30      | Jadson Lima (BRA)                                                            | 46.45      | Martín Koudjoumdjian (CHI)                                                      | 46.95            |
| 800 metros                  | Leonardo de Jesus (BRA)                                                | 1:47.76    | Victor Santos (BRA)                                                          | 1:50.13    | Klaus Scholz (CHI)                                                              | 1:50.35          |
| 1 500 metros                | Leonardo de Jesus (BRA)                                                | 3:43.55    | Janio Varjão (BRA)                                                           | 3:44.09    | Ericky dos Santos (PAR)                                                         | 3:44.72          |
| 5 000 metros                | Janio Varjão (BRA)                                                     | 14:52.62   | Jonathan Molina (PER)                                                        | 14:57.57   | Vinícius Alves (BRA)                                                            | 15:03.98         |
| 10 000 metros               | Jonathan Molina (PER)                                                  | 30:54.43   | Alex Caiza (ECU)                                                             | 31:05.52   | Ignacio Carrizo (CHI)                                                           | 31:09.81         |
| 110 metros barreiras        | Thiago dos Santos (BRA)                                                | 13.82      | Fabricio Pereira (BRA)                                                       | 13.92      | Gerónimo Canizales (COL)                                                        | 13.95            |
| 400 metros barreiras        | Matheus Lima (BRA)                                                     | 49.13      | Neider Abello (COL)                                                          | 50.34      | Ramón Fuenzalida (CHI)                                                          | 51.31            |
| 3.000 metros com obstáculos | Vinícius Alves (BRA)                                                   | 9:07.38    | Mateus de Alencar (BRA)                                                      | 9:12.81    | Diego Caldeira (VEN)                                                            | 9:21.67          |
| 4×100 metros estafetas      | Colômbia · Luis Hernández · Carlos Flórez · Óscar Baltán · Enoc Moreno | 39.74      | Brasil · Thiago dos Santos · Thamer Vilar · Fabricio Pereira · Hygor Soares  | 40.24      | Paraguai · Anhuar Duarte · Kevin Mendieta · Jhumiler Sánchez · Gustavo Mongelos | 40.42            |
| 4×400 metros estafetas      | Brasil · Jadson Lima · Leonardo de Jesus · Caio Silva · Matheus Lima   | 3:07.14    | Equador · Dhustyn Morquecho · Héctor Broncano · Ian Andrey Pata · Alan Minda | 3:07.90    | Colômbia · Juan Wilches · Raúl Palacios · Neider Abello · Daniel Balanta        | 3:08.59          |
| 20 km marcha atlética       | Miguel Peña (COL)                                                      | 1:25:39.40 | Saúl Wamputsrik (ECU)                                                        | 1:25:41.10 | Ezequiel Arrubla (COL)                                                          | 1:27:39.90 NU20R |
| Salto em altura             | Nicolas Numair (CHI)                                                   | 2.05 m     | Jeiner Mosquera (COL)                                                        | 2.05 m     | Santiago Barberia (ARG)                                                         | 2.00 m           |
| Salto com vara              | Ricardo Montes de Oca (VEN)                                            | 5.10 m     | Andreas Kreiss (BRA)                                                         | 5.10 m     | Cristobal Nuñez (CHI)                                                           | 5.10 m           |
| Salto em comprimento        | Gabriel Luiz Boza (BRA)                                                | 7.93 m     | Breno de Carvalho (BRA)                                                      | 7.78 m     | Kevin Simisterra (ECU)                                                          | 7.47 m           |
| Salto triplo                | Felipe da Silva (BRA)                                                  | 16.25 m    | João Pedro de Azevedo (BRA)                                                  | 15.93 m    | Santiago Theran (COL)                                                           | 15.61 m          |
| Arremesso de peso           | Juan Manuel Arrieguez (ARG)                                            | 17.73 m    | Ronald Grueso (COL)                                                          | 17.36 m    | Vinícius Avancini (BRA)                                                         | 17.32 m          |
| Lançamento de disco         | Juan David Montaño (COL)                                               | 57.00 m    | Mateus Torres (BRA)                                                          | 55.83 m    | Alberto dos Santos (BRA)                                                        | 53.20 m          |
| Lançamento do martelo       | Tomás Olivera (ARG)                                                    | 67.22 m    | Lautaro Vouilloz (ARG)                                                       | 65.03 m    | Miguel Castro (CHI)                                                             | 64.03 m          |
| Lançamento do dardo         | Lars Flaming (PAR)                                                     | 74.99 m    | Lautaro Techera (URU)                                                        | 73.33 m    | Orlando Fernández (VEN)                                                         | 72.09 m          |
| Decatlo                     | Luiz Santos (BRA)                                                      | 7009 pts   | Arnaldo Kowales Júnior (BRA)                                                 | 6795 pts   | Edgar Rosabal (URU)                                                             | 6144 pts         |

### Feminino
| Evento                      | Ouro                                                                                       | Ouro       | Prata                                                                       | Prata                       | Bronze                                                                  | Bronze                               |
| --------------------------- | ------------------------------------------------------------------------------------------ | ---------- | --------------------------------------------------------------------------- | --------------------------- | ----------------------------------------------------------------------- | ------------------------------------ |
| 100 metros                  | Laura Martínez (COL)                                                                       | 11.45      | Marleth Ospino (COL)                                                        | 11.54                       | Daniele Campigotto (BRA)                                                | 11.71                                |
| 200 metros                  | Marleth Ospino (COL)                                                                       | 23.25      | Laura Martínez (COL)                                                        | 23.70                       | Daniele Campigotto (BRA)                                                | 24.00                                |
| 400 metros                  | Erica Cavalheiro (BRA)                                                                     | 52.95      | Nahomy Castro (COL)                                                         | 53.30                       | Evelin Mercado (ECU)                                                    | 53.56                                |
| 800 metros                  | Luise Braga (BRA)                                                                          | 2:07.29    | Anita Poma (PER)                                                            | 2:08.37                     | Sabrina Pena (BRA)                                                      | 2:08.94                              |
| 1 500 metros                | Anita Poma (PER)                                                                           | 4:27.46    | Karol Luna (COL)                                                            | 4:27.58                     | Mirelle da Silva (BRA)                                                  | 4:34.58                              |
| 5 000 metros                | Benita Parra (BOL)                                                                         | 16:30.61   | Nubia Silva (BRA)                                                           | 16:45.17                    | Veronica Huacasi (PER)                                                  | 16:46.10                             |
| 10 000 metros               | Nubia Silva (BRA)                                                                          | 35:37.51   | Benita Parra (BOL)                                                          | 35:39.10                    | Jeidy Mora (COL)                                                        | 37:36.66                             |
| 100 metros barreiras        | Luciana Zapata (COL)                                                                       | 13.40      | Lays Silva (BRA)                                                            | 13.59                       | Helen Bernard (ARG)                                                     | 13.64                                |
| 400 metros barreiras        | Helen Bernard (ARG)                                                                        | 60.02      | Camille de Oliveira (BRA)                                                   | 60.08                       | Camilly dos Santos (BRA)                                                | 62.15                                |
| 3.000 metros com obstáculos | Mirelle da Silva (BRA)                                                                     | 10:33.61   | Veronica Huacasi (PER)                                                      | 10:34.15                    | Leydi Raura (ECU)                                                       | 10:37.58                             |
| 4×100 metros estafetas      | Brasil · Maria Luiza Silva · Vanessa dos Santos · Suellen de Sant Ana · Daniele Campigotto | 45.60      | Apenas uma equipe finalista                                                 | Apenas uma equipe finalista | Apenas uma equipe finalista                                             | Apenas uma equipe finalista          |
| 4×400 metros estafetas      | Colômbia · Isabella Hurtado · Karol Mosquera · Isabella Castillo · Nahomy Castro           | 3:40.49    | Brasil · Camilly dos Santos · Luise Braga · Sabrina Pena · Erica Cavalheiro | 3:46.30                     | Peru · Paula Daruich · Bianca Conroy · Cayetana Chirinos · Jimena Reyes | 4:08.14                              |
| 20 km marcha atlética       | Natalia Pulido (COL)                                                                       | 1:41:28.60 | Gabriela Muniz (BRA)                                                        | 1:43:54.60                  | Inés Huallpa (BOL)                                                      | 1:46:00.30                           |
| Salto em altura             | María Arboleda (COL)                                                                       | 1.88 m     | Maria Eduarda Barbosa (BRA)                                                 | 1.78 m                      | Arielly Rodriguez (BRA)                                                 | 1.75 m                               |
| Salto com vara              | Luna Pabón (COL)                                                                           | 3.90 m     | Karen Bedoya (COL)                                                          | 3.80 m                      | Apenas dois atletas com marca válida                                    | Apenas dois atletas com marca válida |
| Salto em comprimento        | Vanessa dos Santos (BRA)                                                                   | 6.22 m     | Rayssa Rodrigues (BRA)                                                      | 6.06 m                      | Paula Daruich (PER)                                                     | 6.01 m                               |
| Salto triplo                | Regiclecia da Silva (BRA)                                                                  | 13.73 m    | Valery Arce (COL)                                                           | 13.17 m                     | Estrella Lobo (COL)                                                     | 12.76 m                              |
| Arremesso de peso           | Taniele da Silva (BRA)                                                                     | 15.06 m    | Esteisy Salas (COL)                                                         | 14.95 m                     | Edmara de Jesus (BRA)                                                   | 14.29 m                              |
| Lançamento de disco         | Florencia Dupans (ARG)                                                                     | 48.29 m    | Samanta Lopes (BRA)                                                         | 47.96 m                     | Angelica Caicedo (COL)                                                  | 47.71 m                              |
| Lançamento do martelo       | Nereida Santacruz (ECU)                                                                    | 63.75 m    | Yenniver Veroes (VEN)                                                       | 59.32 m                     | Giuliana Baigorria (ARG)                                                | 59.03 m                              |
| Lançamento do dardo         | Manuela Rotundo (URU)                                                                      | 57.27 m    | Valentina Barrios (COL)                                                     | 53.61 m                     | Fiorella Veloso (PAR)                                                   | 49.43 m                              |
| Heptatlo                    | Tainara Mees (BRA)                                                                         | 5404 pts   | Ana Paula Argüello (PAR)                                                    | 5196 pts                    | Renata Godoy (ARG)                                                      | 5156 pts                             |

### Misto
| Evento                 | Ouro                                                                    | Ouro            | Prata                                                                      | Prata   | Bronze                                                                     | Bronze  |
| ---------------------- | ----------------------------------------------------------------------- | --------------- | -------------------------------------------------------------------------- | ------- | -------------------------------------------------------------------------- | ------- |
| 4×400 metros estafetas | Colômbia · Raúl Palacios · Paola Loboa · Daniel Balanta · Nahomy Castro | 3:19.88 , NU23R | Equador · Dhustyn Morquecho · Xiomara Ibarra · Alan Minda · Evelin Mercado | 3:22.08 | Brasil · Jadson Lima · Camille de Oliveira · Caio Silva · Erica Cavalheiro | 3:26.88 |

## Quadro de medalhas
O quadro geral de medalhas foi publicado.
| Ordem | País      | Medalha de ouro | Medalha de prata | Medalha de bronze | Total |
| ----- | --------- | --------------- | ---------------- | ----------------- | ----- |
| 1     | Brasil    | 19              | 19               | 12                | 50    |
| 2     | Colômbia  | 14              | 11               | 7                 | 32    |
| 3     | Argentina | 4               | 3                | 4                 | 11    |
| 4     | Peru      | 2               | 3                | 3                 | 8     |
| 5     | Equador   | 1               | 4                | 4                 | 9     |
| 6     | Paraguai  | 1               | 1                | 3                 | 5     |
| 7     | Venezuela | 1               | 1                | 2                 | 4     |
| 8     | Bolívia   | 1               | 1                | 1                 | 3     |
| 8     | Uruguai   | 1               | 1                | 1                 | 3     |
| 10    | Chile     | 1               | 0                | 6                 | 7     |
| Total | Total     | 45              | 44               | 43                | 132   |

## Tabela de pontos
O Brasil ficou em primeiro lugar com 456,5 pontos.
| Posição | Nacionalidade | Total | Masculino | Feminino |
| ------- | ------------- | ----- | --------- | -------- |
| 1       | Brasil        | 456,5 | 230,5     | 218      |
| 2       | Colômbia      | 345   | 141,5     | 183,5    |
| 3       | Argentina     | 102   | 58        | 44       |
| 4       | Equador       | 92    | 55        | 25       |
| 5       | Peru          | 62    | 18        | 44       |
| 6       | Chile         | 53,5  | 45        | 8,5      |
| 7       | Paraguai      | 48    | 32        | 16       |
| 8       | Venezuela     | 41    | 30        | 11       |
| 9       | Uruguai       | 28    | 16        | 12       |
| 10      | Bolívia       | 23    | 0         | 23       |
| 11      | Suriname      | 3     | 0         | 3        |

## Participantes
Participaram 252 atletas as 12 nacionalidades.
| - Argentina (23) - Bolívia (7) - Brasil (60) - Chile (17) - Colômbia (79) - Equador (17) | - Panamá (1) - Paraguai (10) - Peru (14) - Suriname (1) - Uruguai (8) - Venezuela (15) |

Legenda
| Recorde mundial       | Recorde mundial (World record)               |                       | Recorde africano                      | Recorde africano (African) |                                           | Q | Classificado por posição (Qualified) |
| Recorde do campeonato | Recorde do campeonato (Championship record)  | Recorde da América    | Recorde da América (Americas)         | q                          | Classificado por melhor tempo (Qualified) |   |                                      |
| Melhor marca do ano   | Melhor marca do ano (World leading)          | Recorde asiático      | Recorde asiático (Asian)              | DNS                        | Não largou (Did not start)                |   |                                      |
| Recorde nacional      | Recorde nacional (National record)           | Recorde europeu       | Recorde europeu (European)            | DNF                        | Não terminou (Did not finish)             |   |                                      |
| Recorde pessoal       | Recorde pessoal do atleta (Personal best)    | Recorde da Oceania    | Recorde da Oceania (Oceania)          | DSQ / DQ                   | Desclassificado (Disqualified)            |   |                                      |
| Recorde da temporada  | Recorde da temporada do atleta (Season best) | Recorde sul-americano | Recorde sul-americano (South America) | NM                         | Sem marca (No mark)                       |   |                                      |